# ミア (バンド)
ミア（MIA、Músicos Independientes Asociados）は、1975年から1982年までバンドとして演奏したアルゼンチンのミュージシャン協同組合である。

## 略歴
ムジコス・インデペンディエンタス・アソシアドス（ミア）は、新しいミュージシャンの登場を促進するための独立した協同組合として1975年に誕生した。このプロジェクトは、アルベルト・ムニョス、リリアーナ・ヴィターレ、12歳の若いピアニストであるリト・ヴィターレによって結成されたトリオから生まれた。彼らにはさらにメンバーが加わり、ホアン・デル・バリオなどの約50人のミュージシャンや、サウンド・エンジニア、照明チーム、グラフィックデザイナーなどが関わった。このように、協同組合には、商業音楽の世界の外側で、独自のリサイタルを行ったりレコーディングを制作した約60人の人々が存在し、彼らをアルゼンチンにおけるインディー・ロックの先駆者にした。
参加したミュージシャンの多くは、小さなレコード・レーベルで自分のソロ作品を編集することができた。さらに、1976年の『クリスタルの海』をはじめとする4枚のアルバムがミア名義でリリースされた。ミアのセカンド・アルバム『魔法の時間遊び』は、少女の頃から10代にまでわたるジュリアナ・ガビーナという架空のキャラクターの人生を中心に展開するものだった。
バンドの独立したモデルには、革新的な資金調達方法が必要であった。たとえば、ミアのメンバーは一般の人々に音楽を教えてもいたため、追加の金銭を手にできた。リサイタルにおいては、出席者にいくつかのフォームへ記入してもらい、メーリング・リストを通じてニュースを知らせた。また、事前にサブスクリプションによってレコードを販売している。
3枚目のアルバムである『魔法の壺』のために、バンドは当時前例のない制作形態を考案した。国民は、バンドによる特別リサイタルで配信されたアルバムの前払いに相当する「制作に値するもの (vales de producción)」を支払うことで作品に資金を提供したのである。1979年10月、グループはアルゼンチン国内で最初のツアーを行い、ライブで録音された3枚組のアルバム『Conciertos』を発表した。その後、バンドが1982年に機能しなくなるまで、レコードの作成は行われなかった。

## ディスコグラフィ

### スタジオ・アルバム
- 『クリスタルの海』 - Transparencias (1976年)
- 『魔法の時間遊び』 - Mágicos Juegos del Tiempo (1977年)
- 『魔法の壺』 - Cornostípicum (1978年)

### ライブ・アルバム
- Conciertos (1979年)